# گاردنزتاون
گاردنزتاون (به انگلیسی: Gardenstown) یک روستا در بریتانیا است که در آبردین‌شایر واقع شده‌است.